# Eupithecia griseipars
Eupithecia griseipars är en fjärilsart som beskrevs av Louis Beethoven Prout 1938. Eupithecia griseipars ingår i släktet Eupithecia och familjen mätare. Inga underarter finns listade i Catalogue of Life.